# الجامعة الأميركية في بيروت

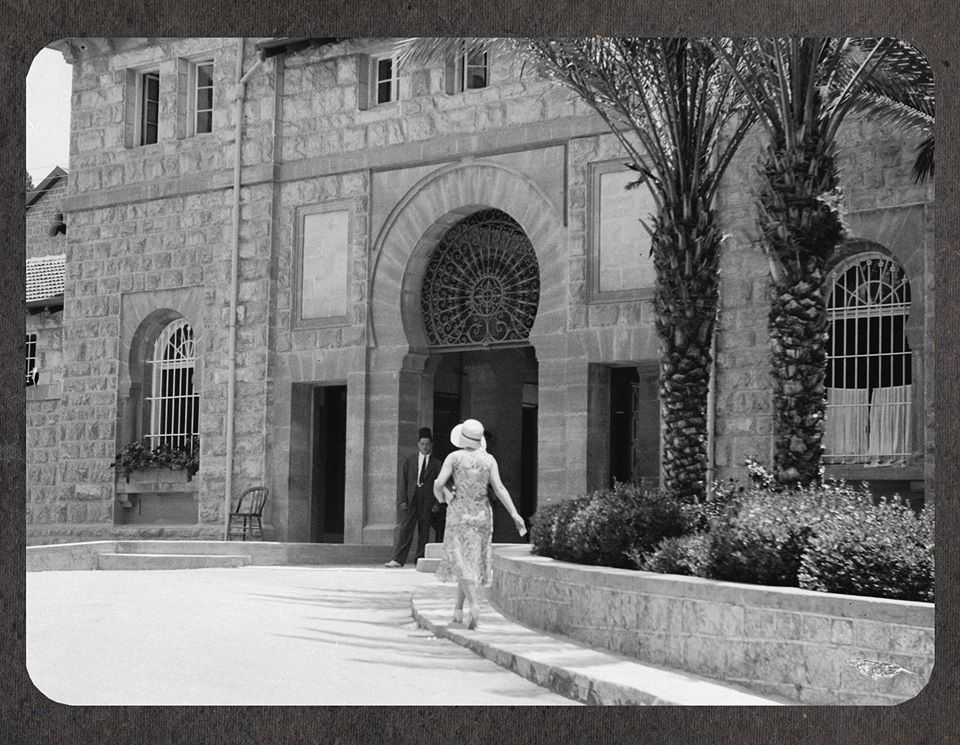
ساحات الجامعة الأمريكية، بيروت في الثلاثينيات

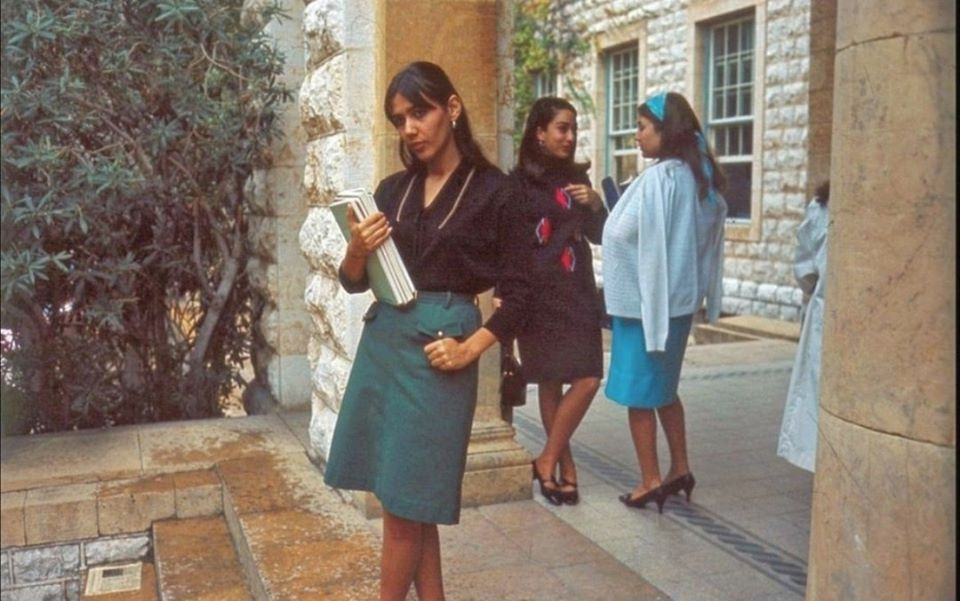
طالبات جامعة بيروت الأمريكية، عام 1966

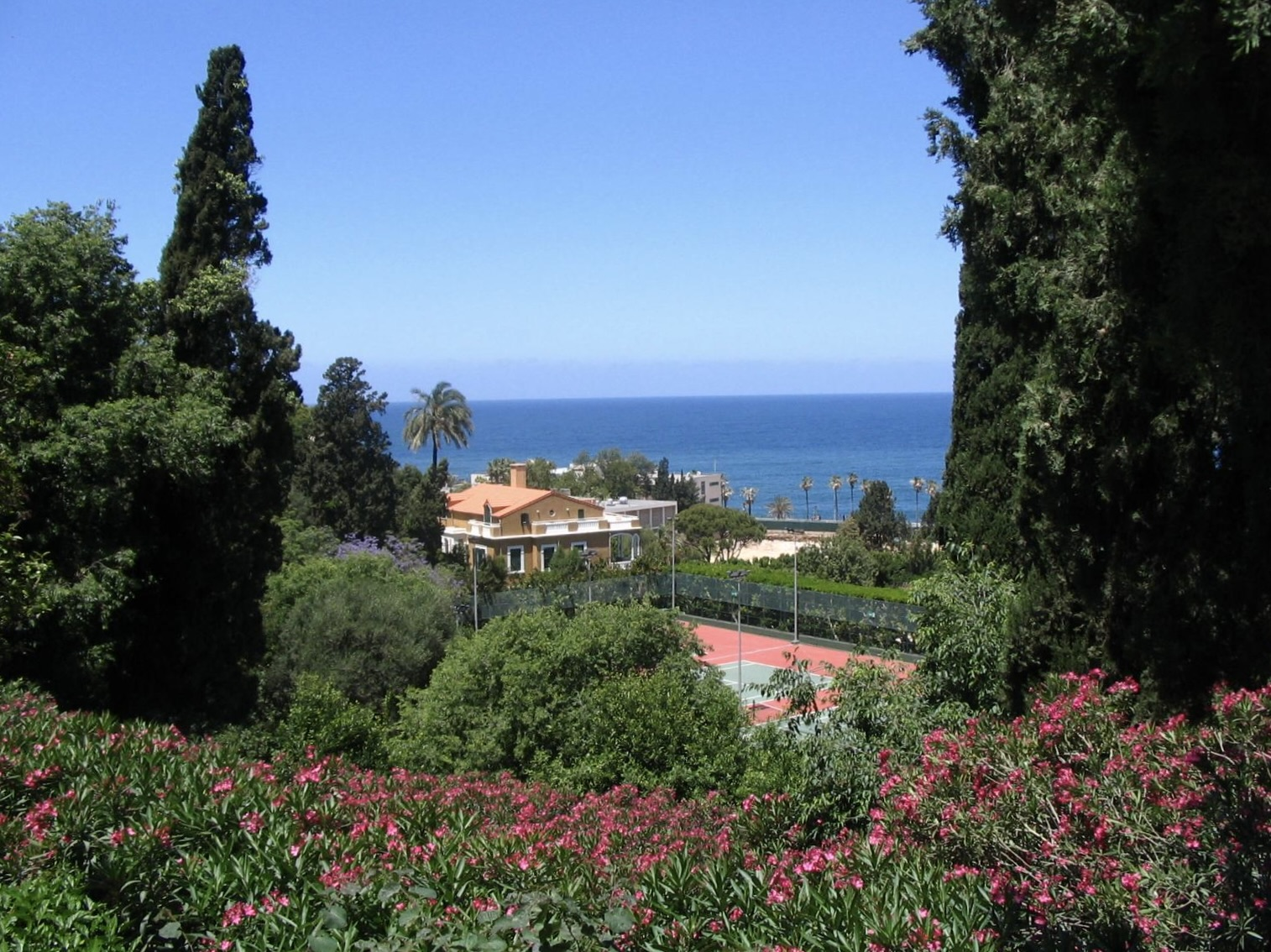
ملاعب التنس وكرة القدم والبحر في الجامعة الأمريكية في بيروت

الجامعة الأميركية في بيروت (بالإنجليزية: The American University of Beirut) ومعروفة اختصارا (AUB)، هي جامعة خاصة مستقلة مسجلة في نيويورك ويقع حرمها الجامعي في بيروت، لبنان. يحكم الجامعة مجلس أمناء خاص ومستقل ويقدم برامج تعليمية تؤدي إلى نيل درجات البكالوريوس والماجستير والدكتوراه. افتتحت في 3 ديسمبر 1866 تحت اسم الكلية السورية البروتستانتية، وتقع في منطقة رأس بيروت في العاصمة اللبنانية.
تبلغ الميزانية التشغيلية للجامعة الأميركية في بيروت 423 مليون دولار مع منح تقارب 768 مليون دولار. يتألف الحرم الجامعي من 64 مبنى، بما في ذلك المركز الطبي للجامعة الأمريكية في بيروت (مستشفى الجامعة الأمريكية بسعة 420 سريرًا) و أربع مكتبات وثلاثة متاحف وسبعة مهاجع (سكن داخلي). التحق ما يقرب من خُمس طلاب الجامعة الأميركية في بيروت بمدرسة ثانوية أو جامعة خارج لبنان قبل القدوم إلى الجامعة الأميركية في بيروت. يقيم خريجو الجامعة الأميركية في بيروت في أكثر من 120 دولة حول العالم. لغة التدريس هي اللغة الإنجليزية. يتم تسجيل الدرجات العلمية الممنوحة في الجامعة رسميًا لدى جامعة نيويورك.

## نشأتها
تأسست عام 1866م شركة خاصة مستقلة هدفها إنشاء نواة لجامعة في لبنان، على أن تكون مؤسسة غير طائفية. أطلق عليها في ذلك الوقت اسم الكلية البروتستانتية السورية، وقد أسسها دانيال بليس مبشر أمريكي ولد عام 1823، وعين فيها كأول رئيس لها. وتقديرا له سمي الشارع الملاصق لسور الجامعة باسمه شارع بليس وكذلك سميت إحدى مباني الجامعة الرئيسة باسمه Bliss Hall.

### البداية
بدأت الكلية العمل بموجب ميثاق منحها اعترافاً حصل عليه الدكتور دانيال بليس من ولاية نيويورك في الولايات المتحدة الأمريكية. افتتحت الجامعة أبوابها في 3 ديسمبر عام 1866م لتمارس نشاطها في منزل مستأجر في أحد مناطق بيروت وسجل فيها 16 طالباً فقط.
كان منهاج الكلية في سنتها الأولى (1866-1867) يشمل تدريس اللغات العربية والإنكليزية والفرنسية والتركية واللاتينية ثم الرياضيات وتاريخ العرب القديم وتاريخ الديانات والتوراة وكانت الهيئة التعليمية تتألف من 13 معلماً.
وفي العام الأكاديمي 1878-1879، أصبحت الدراسة على الشكل التالي:
- السنة الأولى (فرشمان): الصرف والنحو واللغة الإنجليزية والأدب والجبر والهندسة والكتاب المقدس والموسيقى والخطابة.
- السنة الرابعة: الفلك والفلسفة العقلية والأخلاق والتاريخ وعلم طبقات الأرض وعلم النبات والحيوان والموسيقى والإنشاء والخطابة والكتاب المقدس.[11]

في عام 1867 أنشئت كليتا الصيدلة والطب. وكان التدريس باللغة العربية حتى عام 1887 ثم أصبح باللغة الإنجليزية.
وبين عام 1871 و1907، خرجت الكلية 154 طالبا من سوريا، و75 طالبا من مصر، و3 طلاب من العراق، 69 طالبا من بقية الولايات العثمانية.

### التخطيط للتوسع
ولإنشاء مباني الجامعة واستعدادا لتوسعها مستقبلا اختيرت أرض مساحتها 736,900 فدان في منطقة راس بيروت لتشكل حرما جامعيا يطل على البحر الأبيض المتوسط ويشرف على جبل لبنان، كما يمكن منه مشاهدة قمة جبل صنين.

## إدارتها ومعاييرها

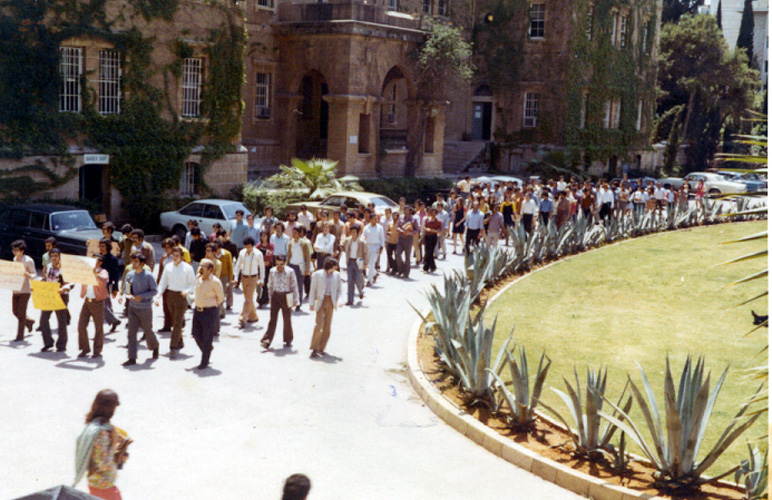
ساحة الدوّار الأخضر (The Green Oval) داخل حرم الجامعة عام 1973

الجامعة مستقلة يحكمها مجلس أمناء يتألف من عناصر قيادية مهمة في مجال التجارة والتعليم والسلك الدبلوماسي والهندسة والعلوم والطب.
وقد تبنت الكلية منذ تأسيسها عام 1866 وحتى أصبحت الجامعة الأمريكية في بيروت عام 1920، معايير وقيم التعليم العالى المتبعة في أرقى جامعات العالم. كما اعتمدت في تدريسها المنهج الأميركي في التعليم. وقد استخدمت اللغة العربية كلغة الكلية الرسمية لمدة 17 سنة ثم اعتمدت اللغة الإنجليزية في التدريس بعد ذلك وحتى الآن. وهي لا تقدم برامج للدراسات العليا في الطب، كما ولا تقدم برامج للتعليم المهني.
تعتمد الجامعة معايير أكاديمية عالية وتلتزم مباديء التفكير النقدي والنقاش المفتوح والمتنوع. وهي مؤسسة تعليمية مفتوحة لجميع الطلاب دون تمييز في الأعراق أو المعتقد الديني أو الوضع الاقتصادي أو الانتماء السياسي. هذا ما أرساه مؤسسها الداعية الليبيرالي دانيال بليس.
للجامعة دور كبير في تطوير مفاهيم طلابها وتمكين ملكتهم في تقدير الأمور وتحمل المسؤولية وفق معايير مجتمع كل منهم وثقافته.

## كلياتها
1. كلية العلوم الزراعية والغذائية (FAFS)
2. كلية الفنون والعلوم (FAS)
3. كلية مارون سمعان الهندسة والعمارة (FEA) وتشمل: العمارة، هندسة الحاسوب والاتصالات، هندسة الحاسوب والإلكترونيات، الهندسة المدنية، الهندسة الميكانيكية، الهندسة الكيميائية، وتصميم الجرافيك
4. كلية العلوم الصحية (FHS)
5. كلية الطب (FM)
6. مدرسة رفيق الحريري للتمريض (HSON)
7. مدرسة سليمان عليان لإدارة الأعمال (OSB)

## خريجوها
تخرج منها عدد كبير من الشخصيات في الوطن العربي ممن اشتهروا في مختلف المجالات كالرئيس سليم الحص ووليد جنبلاط وعبد القادر الحسيني واسحاق الفرحان وعبد الرؤوف الروابدة رئيس الجمهورية السوري ناظم القدسي الزعيم السياسي السوري عبدالرحمن الشهبندر رئيس وزراء الأردن وسعدون حمادي رئيس الوزراء العراقي الاسبق وعالم الاجتماع العراقي علي الوردي والشاعر إبراهيم طوقان وأحمد طوقان وقدري طوقان والدكتور أحمد محمد الخطيب وجورج حبش والمفكر البحريني محمد جابر الأنصاري ورائد الأعمال والناشط السوري عبد السلام هيكل والمعمارية العراقية زها حديد ورئيس ارامكو السعودية السابق عبد الله جمعه ورئيس منظمة الطاقة الذرية الإيرانية علي أكبر صالحي والدكتور عبد الله النفيسي ، وسفير دولة الكويت لدي الولايات المتحدة سالم عبد الله الجابر الصباح وغيرهم.
وقديما تخرج منها :
- يعقوب صروف صاحب مجلة المقتطف
- أنطونيوس بشير عالِم لاهوتي، وأديب وخطيب مفوَّه لبناني، اشتُهِر بترجماته لبعض أعمال جبران

## ترتيبها عالمياً

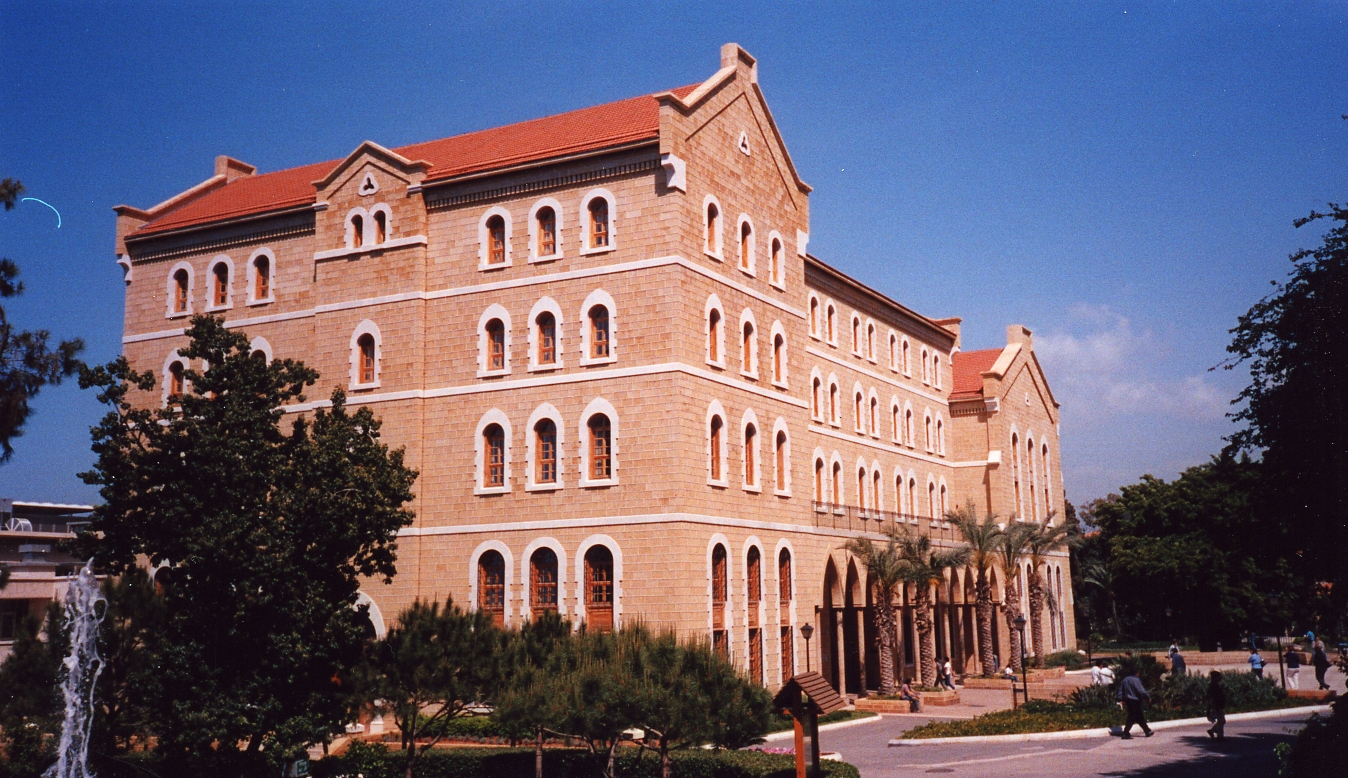
المبنى الرئيسي للجامعة الأميركية في بيروت (الكولدج هول). مبن الإدارة العامة والرئاسة للجامعة الأمريكية في بيروت.

احتلت الجامعة المركز الثاني عربياً و220 عالمياً حسب تصنيف الجامعات العالمي QS لعام 2021.

## وصلات خارجية
- الموقع الرسمي (بالإنجليزية)